# تفنن
سَرگَرمی یا تَفَنُّن به فعالیت‌هایی گفته می‌شود که در آن توجه مخاطبان یا شرکت‌کنندگان به موضوعی یا کنشی سرگرم‌کننده جلب می‌شود. به کسی که این کار را انجام می‌دهد، سرگرمی‌ساز می‌گویند.
نمونه‌های تفنن و سرگرمی از این دستند:
- پویانمایی
- شرط‌بندی
- گپ زدن
- سیرک
- رقص
- می‌گساری
- شکار
- گیشا
- خنداندن (کاری که دلقک‌ها، کمدین‌ها، جوک‌گوها، یا وبگاه‌های اینترنتی شوخی‌آمیز می‌کنند)